# 4:17 am
4:17 am è il secondo album in studio del gruppo musicale finlandese Before the Dawn, pubblicato il 12 ottobre 2004.

## Tracce
Testi e musiche di Tuomas Saukkonen.
1. Heaven – 4:15
2. Seed – 4:17
3. Dreamer – 3:53
4. Fade Away – 4:00
5. Crush – 5:21
6. Into You – 6:19
7. My Room – 5:17
8. The Black – 4:34
9. Vengeance – 4:19
10. Hiding – 4:32

## Formazione
- Tuomas Saukkonen - chitarra, voce
- Panu Willman - chitarra, voce
- Mika Ojala - tastiera
- Jaani Peuhu - tastiera, cori, percussioni, arrangiamenti
- Toni Broman - basso
- Dani Miettinen - batteria